# Conus chaldeus
Conus chaldeus é uma espécie de gastrópode do gênero Conus, pertencente a família Conidae.